# 憲法義解
『憲法義解』（けんぽうぎげ、けんぽうぎかい）は、伊藤博文著の形をとる大日本帝国憲法及び（旧）皇室典範の逐条解説書。帝国憲法のみならず、明治期の日本の思想を知る上で重要な資料である。

## 沿革
伊藤博文は井上毅・伊東巳代治・金子堅太郎とともに憲法起草に取り組み、1888年（明治21年）憲法案と皇室典範案を完成させた。この頃、各条文に解説を加える説明書を井上毅が作成した。同年、両法案を枢密院で審議する際、この説明書を「憲法説明」・「皇室典範説明」と題して各顧問官に配布し、法案審議の参考に宛てた。その後、井上毅がこの説明書を出版することを提案し、稿本を作成した。1889年（明治22年）2月11日に憲法と皇室典範が制定された後、起草者たちと法学者数名が稿本を共同で審査し若干修正した。こうして完成した説明書は『大日本帝国憲法義解』・『皇室典範義解』と題された。このうち『大日本帝国憲法義解』は伊東巳代治によって英訳された。この英訳は欧米の学者たちに寄贈され、金子堅太郎が欧米に赴いて批評を聞いて回った。
『大日本帝国憲法義解』・『皇室典範義解』は公刊の際に、伊藤博文の私著という形で、その版権を国家学会に寄贈した。国家学会は1889年（明治22年）4月24日『大日本帝国義解』と『皇室典範義解』を別々に印刷して関係者に配布し、6月1日、両義解を合わせて『帝国憲法皇室典範義解』として公刊した。英訳本（Commentaries on the constitution of the empire of Japan）は版権を与えられた英吉利法律学校（現中央大学）が6月23日に出版した。
その後、『帝国憲法皇室典範義解』は版を重ね、1935年（昭和10年）の増補版からは本の背中に「憲法義解」の文字を入れた。宮沢俊義が校訂して岩波文庫で出版（1940年（昭和15年）、度々復刊）した際に、題名を『憲法義解』のみとした。2019年（令和元年）に岩波文庫の改版が出版された。

## 書誌情報

### 原著
- 伊藤博文『帝国憲法義解』国家学会、1889年4月24日。NDLJP:789171。
  - 伊藤博文『帝国憲法皇室典範義解』（5版）丸善、1889年6月1日。NDLJP:994279。 - 国家学会蔵版。
  - 伊藤博文『帝国憲法皇室典範義解』（増補15版）丸善、1935年4月22日。NDLJP:1281828。 - 国家学会蔵版。
  - 伊藤博文『帝国憲法義解 新訳』日本国学振興会訳註、日本国学振興会、1938年5月5日。NDLJP:1441516。
  - 伊藤博文『憲法義解』宮沢俊義校註、岩波書店〈岩波文庫〉、1940年4月15日。ISBN 978-4003311110。NDLJP:1267849。復刊1997・2005年ほか
  - 伊藤博文『憲法義解』宮沢俊義校註、坂本一登解説、岩波書店〈岩波文庫 青版〉、2019年6月。ISBN 978-4003311196。 - 伊藤 (1940)を改版。
  - 伊藤博文『帝國憲法　皇室典範　義解』呉PASS出版〈呉PASS復刻選書4〉、2014年2月11日。ISBN 978-4908182044。 - 伊藤 (1889)の復刻。

### 現代語訳
- 相澤理 編著『「憲法とは何か」を伊藤博文に学ぶ　『憲法義解』現代語訳＆解説』アーク出版、2015年5月。ISBN 978-4-86059-152-6。

### 中国語訳
- 伊藤博文 纂『伊藤博文 日本帝国憲法義解』沈紘 訳、金粟斎、1901年。 - 活版、附：『日本皇室典範義解』。
- 伊藤博文『帝国憲法皇室典範義解』平島及平 漢訳、東亜同文書局、1907年5月17日。NDLJP:789186。

### 英語訳
- Hirobumi Ito (1889-06-23) (Google ブックス), Commentaries on the Constitution of the Empire of Japan, Translated by Miyoji Ito, Tokyo: Igirisu Hôritsu Gakkô
  - Hirobumi Ito (June 1906), Commentaries on the Constitution of the Empire of Japan, Translated by Miyoji Ito (2d ed.), Tokyo: Chûô Daigaku
  - Hirobumi Ito (May 1931), Commentaries on the Constitution of the Empire of Japan, Translated by Miyoji Ito (3rd ed.), Tokyo: Chū-ō Daigaku
  - 伊藤博文 (2015), 英訳　憲法義解, 呉PASS復刻選書5, 伊東巳代治訳, 呉PASS出版, ISBN 978-4-908182-07-5 - 復刻。